# 刺螺
刺螺，舊名星螺，是原始腹足目蝾螺科刺螺屬的一种。

## 分佈
主要分布于印度尼西亚、韩国、台湾（包括：澎湖）及南中國海範圍的東沙群島。常栖息在浅海沙底、沿岸。